# Нижнеянск
Нижнеянск (на руски: Нижнеянск; на якутски: Нижнеянскай) е селище от градски тип в Уст Янски улус, Якутия, Русия. Населението му към 2017 г. е 233 души. Разположен е отвъд Северния полярен кръг, при делтата на река Яна. Отстои на 602 km от улусния център – Депутатски.

## История
През 1936 г. на мястото на днешното селище е създаден транзитен център за товари, внасяни в Якутия по Северния морски път. През 1954 г. започва строителството на голямо речно пристанище. През следващите 10 години са преселвани работници от други места, които да работят в новото пристанище. Селището се превръща в голям транспортен възел за снабдяване на Уст Янския и Верхоянския райони в Якутия и снабдява с материално-технически провизии рудниците на Депутатски.
През 1958 г. получава статут на селище от градски тип.

## Население
| 1959 | 1970 | 1979 | 1989 | 2002 | 2008 | 2010 |
| ---- | ---- | ---- | ---- | ---- | ---- | ---- |
| 862  | 1681 | 2164 | 2502 | 701  | 429  | 391  |
| 2012 | 2014 | 2015 | 2016 | 2017 |      |      |
| 355  | 300  | 279  | 264  | 233  |      |      |

## Транспорт
Освен с речно пристанище, Нижнеянск разполага и с летище, на което могат да кацат самолетите: Ан-24, Ан-26, L-410, Ан-2, Ан-3. Пистата на летището няма постоянна настилка и е с дължина 1700 m. По време на пролетните наводнения пистата често остава под вода от преливаща река, като по това време могат да кацат само хеликоптери. В миналото се осъществяват редовни полети, но към 2012 г. такива вече не се провеждат, тъй като се оказват нерентабилни.
Въпреки че селището играе ролята на врата към морето за Верхоянски район, до неговото пристанище не достигат други морски плавателни съдове освен лихтери.